# 이시야마정
이시야마정(石山町)은 시가현 시가군에 설치되었던 정이다. 현재는 오쓰시 이시야마라는 지역명이 해당되는 정이다.
현재는 이시야마라는 지역은 오쓰시에서 관할하고 있다.

## 역사
조몬 시대부터 사람의 거주가 확인되어 여러 가지 유물이 출토되고 있다. 그러나 남부에서는 산지로 둘러싸여 농경 가능한 평야가 적었기 때문에 고분시대 중기 무렵까지 사람이 살지 않았다고 한다.